# Isiah Thomas
Isiah Lord Thomas III (Chicago, Illinois, 30. travnja 1961.) je američki košarkaški trener i bivši košarkaš.
Studirao je na sveučilištu Indiana Bloomington, za čiju je momčad igrao. Detroit Pistonsi su ga 1981. na draftu izabrali u 1. krugu. Bio je ukupno 2. po redu izabrani igrač.

## Vanjske poveznice
- NBA.com